# Золочівська селищна територіальна громада
Золочівська селищна територіальна громада — територіальна громада в Україні, в Богодухівському районі Харківської області. Адміністративний центр — селище Золочів.
Площа громади — 916,25 км², населення — 25 675 мешканців (2017).
Утворена 4 серпня 2017 року шляхом об'єднання Золочівської селищної ради та Великорогозянської, Довжицької, Калиновецької, Лютівської, Малорогозянської, Одноробівської Першої, Одноробівської, Олександрівської, Писарівської, Світличненської, Удянської, Феськівської сільських рад Золочівського району.
У 2020 році до громади долучилася Гур'єво-Козачанська сільська рада.
19 липня 2020 року, в результаті адміністративно-територіальної реформи та ліквідації Золочівського району, громада увійшла до складу Богодухівського району.

## Населені пункти
До складу громади входять 11 селищ: Відродженівське, Золочів, Калинове, Малі Феськи, Муравське, Одноробівка, Перемога, Перовське, Рідне, Сніги, Тимофіївка і 62 сіл: Андріївка, Баранівка, Гур'їв Козачок, Сотницький Козачок, Басове, Березівка, Борохи, Бугаї Другі, Велика Рогозянка, Високе, Вікнине, Вільшанське, Головашівка, Гресі, Гуринівка, Гур'їв, Довжик, Дуванка, Завадське, Зіньківське, Зрубанка, Івашки, Карасівка, Клинова-Новоселівка, Ковалі, Костянтинівка, Леміщине, Литвинове, Лютівка, Макариха, Макарове, Мала Рогозянка, Малижине, Мартинівка, Маяк, Мерло, Миронівка, Морозова Долина, Одноробівка, Окіп, Орішанка, Петрівка, Писарівка, Постольне, Рідний Край, Розсохувате, Рясне, Світличне, Сковородинівка, Скорики, Соснівка, Сніги, Стогнії, Турове, Уди, Феськи, Цапівка, Цилюрики, Чепелі, Червона Зоря, Чорноглазівка, Широкий Яр.